# Evangelische Kirche (Kirchheim)

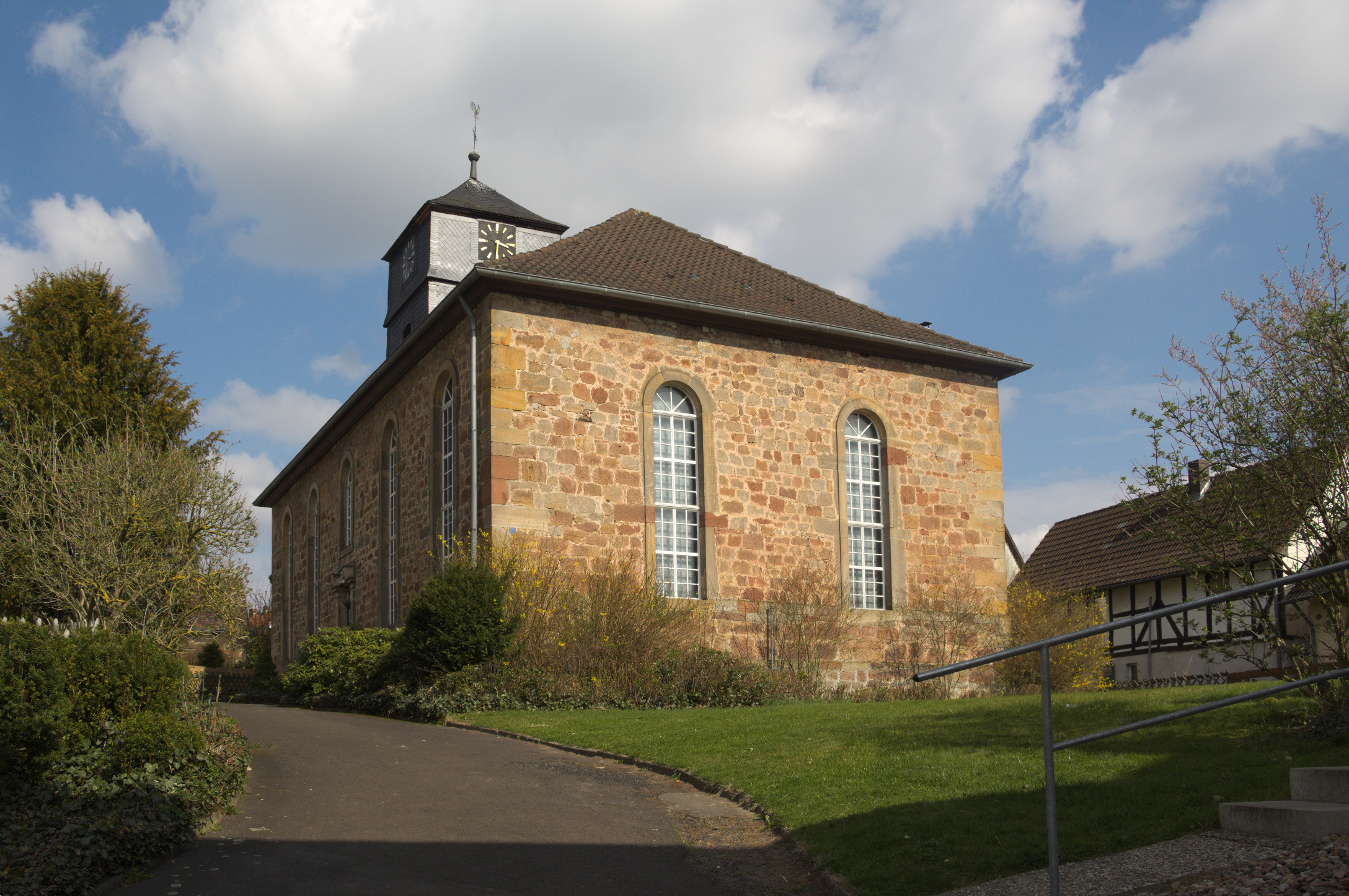
Evangelische Kirche in Kirchheim

Die evangelische Kirche Kirchheim ist ein denkmalgeschütztes Kirchengebäude in Kirchheim im Landkreis Hersfeld-Rotenburg in Hessen. Die Kirchengemeinde gehört zum Kirchenkreis Hersfeld-Rotenburg im Sprengel Kassel der Evangelischen Kirche von Kurhessen-Waldeck.

## Beschreibung
Der Vorgängerbau wurde um 1230 an derselben Stelle gebaut und 1380 erweitert. Die heutige klassizistische Saalkirche aus Bruchsteinen wurde 1822 errichtet. Die Längsseiten haben je fünf große Bogenfenster, die Westwand hat zwei. Der schiefergedeckte Dachturm im Osten schließt mit der Fassade ab. Der Innenraum hat dreiseitige Emporen. 
Die Kanzel steht hinter dem Altar. Die Orgel wurde 1837 von Johann Michael Holland wahrscheinlich zusammen mit seinem Sohn Friedrich Wilhelm Holland gebaut.